# Bierawa (gromada)
Bierawa – dawna gromada, czyli najmniejsza jednostka podziału terytorialnego Polskiej Rzeczypospolitej Ludowej w latach 1954–1972.
Gromady, z gromadzkimi radami narodowymi (GRN) jako organami władzy najniższego stopnia na wsi, funkcjonowały od reformy reorganizującej administrację wiejską przeprowadzonej jesienią 1954 do momentu ich zniesienia z dniem 1 stycznia 1973, tym samym wypierając organizację gminną w latach 1954–1972.
Gromadę Bierawa z siedzibą GRN w Bierawie utworzono – jako jedną z 8759 gromad na obszarze Polski – w powiecie kozielskim w woj. opolskim, na mocy uchwały nr VII/22/54 WRN w Opolu z dnia 4 października 1954. W skład jednostki weszły obszary dotychczasowych gromad Bierawa (bez osady Przerwa), Grabówka i Lubieszów ze zniesionej gminy Bierawa w tymże powiecie. Dla gromady ustalono 24 członków gromadzkiej rady narodowej.
31 grudnia 1961 do gromady Bierawa włączono obszar zniesionej gromady Brzeźce oraz wieś Kolonia Korzonek z gromady Kotlarnia w tymże powiecie; z gromady Bierawa wyłączono natomiast wieś Lubieszów, włączając ją do gromady Dziergowice tamże.
Gromada przetrwała do końca 1972 roku, czyli do kolejnej reformy gminnej. 1 stycznia 1973 w powiecie kozielskim utworzono gminę Bierawa (od 1999 gmina znajduje się w powiecie kędzierzyńsko-kozielskim).